# Equisetum braunii
Equisetum braunii, comúnmente conocido como cola de caballo gigante del norte, es una especie herbácea perenne perteneciente al género Equisetum, dentro de la familia Equisetsceae. Se distribuye desde el sur de Alaska hasta el norte de California.

## Descripción

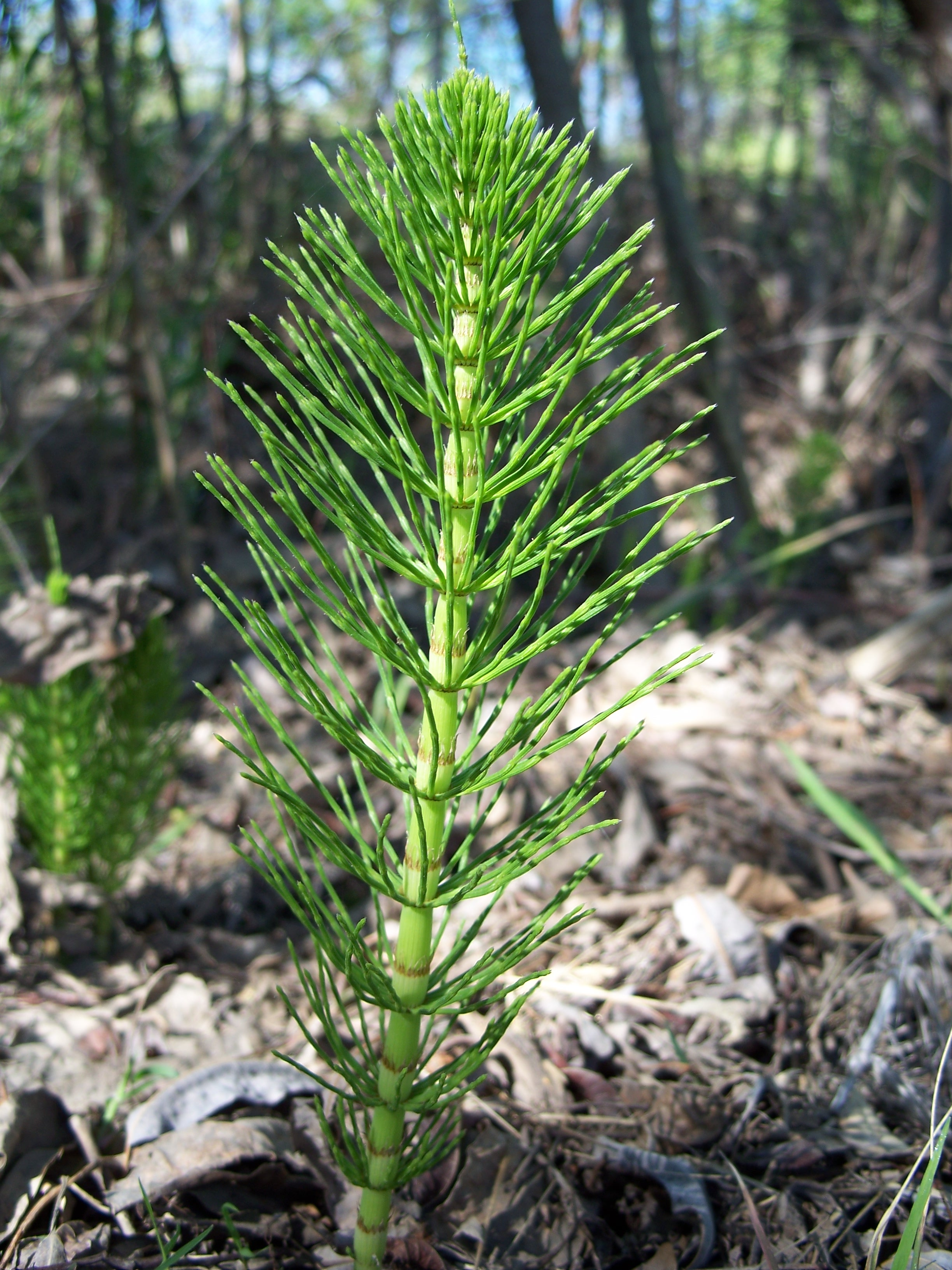
Tallo

Equisetum braunii es una planta herbácea perenne con dos tipos de tallos separados: unos tallos estériles fotosintéticos de color verde y otros tallos fértiles no fotosintéticos de color amarillento pálido que producen esporas.
- Los tallos estériles fotosintéticos de color verde producidos a finales de la primavera mueren a finales del otoño. Miden entre 30 y 100 cm de alto y 1 cm de diámetro y están muy ramificados.

- Los tallos fértiles no fotosintéticos de color amarillo pálido producen esporas, crecen a principios de primavera, antes de los brotes estériles. Miden entre 17 y 45 cm de alto, no están ramificados y presentan un estróbilo apical portador de esporas. Las esporas se dispersan a mediados de la primavera, y los tallos fértiles mueren inmediatamente después de la liberación de las mismas.[2]

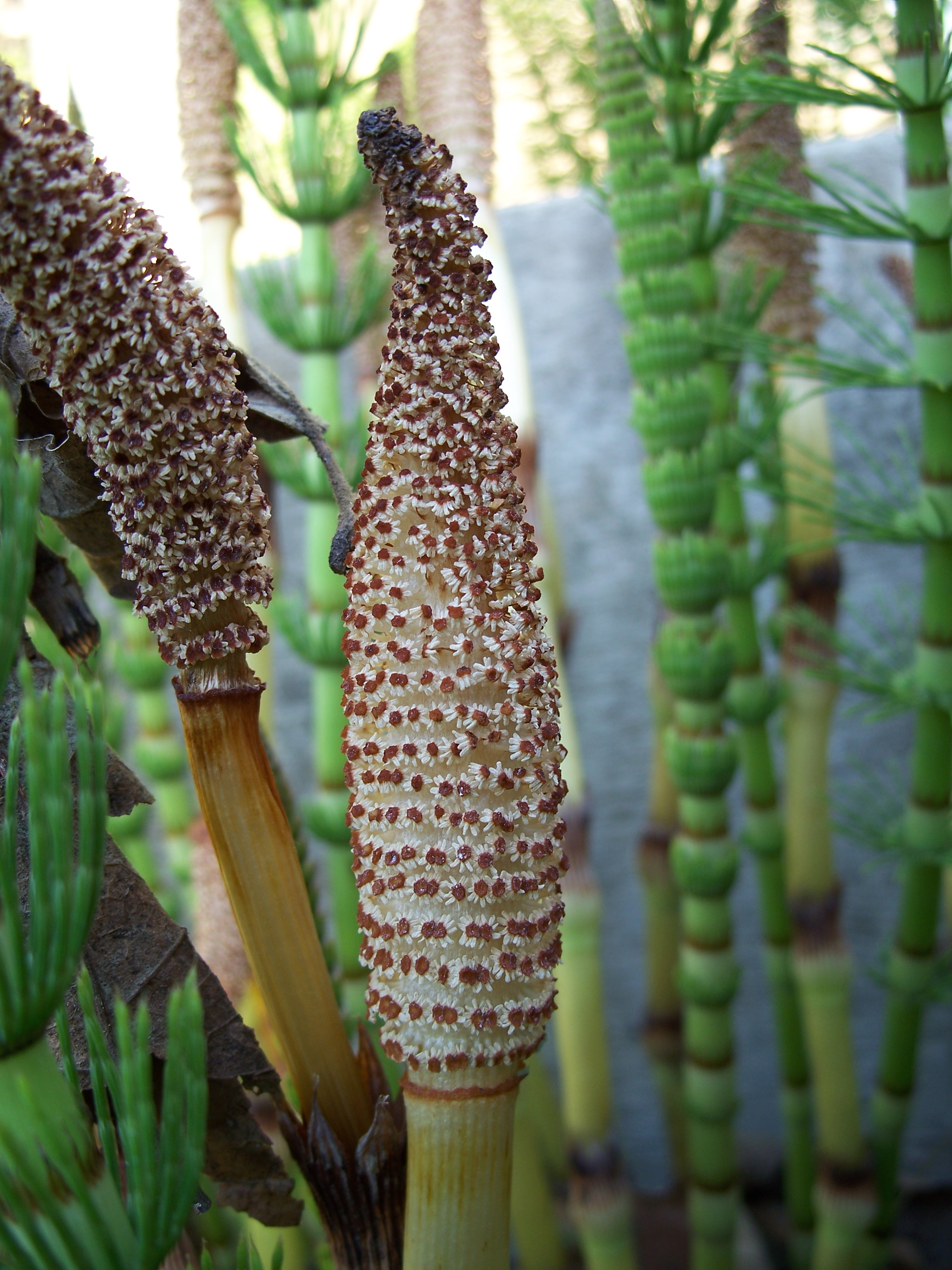
Estróbilo

El equiseto también se propaga por medio de rizomas, que crecen hasta 0,6–1,2 m de profundidad. A diferencia del Equisetum telmateia, los tallos principales son verdes y fotosintéticos.

## Distribución y hábitat
Su área de distribución va desde el sur de Alaska hasta el norte de California y crece principalmente en biomas templados, sobre todo en las regiones costeras, donde abundan las zonas húmedas y los pantanos de manantial.

## Taxonomía
Equisetum braunii fue descrito por el botánico alemán Carl August Julius Milde y publicada por primera vez en la revista científica Verhandlungen der Kaiserlich-Königlichen Zoologisch-Botanischen Gesellschaft in Wien 12: 515 en 1862.
Etimología
- Equisetum: nombre genérico que proviene de la combinación de dos términos latinos: equus (que significa 'caballo') y seta (que significa 'cabello o pelo'), haciendo referencia a que la apariencia de los tallos segmentados de las especies de este género recuerdan a una cola de caballo.
- braunii: epíteto específico otorgado en honor a un naturalista de apellido Braun.